# Hilleste
Koordinaten: 58° 53′ N, 22° 59′ O
Hilleste ist ein Dorf (estnisch küla) in der Landgemeinde Hiiumaa (bis 2017: Landgemeinde Pühalepa). Es liegt auf der zweitgrößten estnischen Insel Hiiumaa (deutsch Dagö).
Hilleste (deutsch Hilliste) hat 14 Einwohner (Stand 31. Dezember 2011). Die Fläche des Dorfes beträgt 4,7 km².

## Persönlichkeiten
Berühmtester Sohn des Ortes ist der estnische Ringer und olympische Medaillengewinner Heiki Nabi. Er wurde 1985 in der Inselhauptstadt Kärdla geboren und wuchs in Hilleste auf.